# Ansatzrichtung der Schneidezähne
Nach der Ansatzrichtung der Schneidezähne werden bei Säugetieren, insbesondere bei Nagetieren, Schneidezähne im Zwischenkiefer unterschieden, die einen rechten Winkel (Orthodontie), einen stumpfen Winkel (Proodontie) oder einen spitzen Winkel (Opisthodontie und Hyperopisthodontie) mit der Schädelachse bilden.
Die Zuordnung wird bestimmt durch die Lage der Schneidekante relativ zur Vertikalebene des Zahns, die durch den Vorderrand des Zahnfachs verläuft und senkrecht zur Basalebene des Zahns steht.
Die Differenz zwischen der Condylobasallänge und der Condyloincisivlänge kann als Maß für den Grad der Proodontie oder der Opisthodontie dienen.

## Orthodontie
Orthodonte Schneidezähne (von altgriechisch ὀρθός orthós ‚aufrecht, gerade‘ und ὀδόντος odóntos ‚Zähne‘) bilden mit der Schädelachse einen rechten Winkel.
Ihre Schneidekante liegt in der Vertikalebene des Zahns.
Condylobasallänge und Condyloincisivlänge stimmen ungefähr miteinander überein.
Orthodonte Schneidezähne finden sich beispielsweise bei Waldmäusen.

## Proodontie
Proodonte oder proklivische Schneidezähne (von altgriechisch πρό pró ‚vorn, vorwärts‘ und ὀδόντος odóntos ‚Zähne‘ oder lateinisch proclivis ‚abschüssig‘) bilden mit der Schädelachse einen stumpfen Winkel.
Ihre Schneidekante liegt vor der Vertikalebene des Zahns.
Die Condylobasallänge ist kleiner als die Condyloincisivlänge.
Proodonte Schneidezähne finden sich vor allem bei wühlenden Nagetieren, die das Erdreich mit den Schneidezähnen lockern, beispielsweise bei terrestrischen Formen der Ostschermaus.

## Opisthodontie
Opisthodonte Schneidezähne (von altgriechisch ὄπισθεν opisthen ‚hinten, von hinten‘ und ὀδόντος odóntos ‚Zähne‘) bilden mit der Schädelachse einen spitzen Winkel.
Ihre Schneidekante liegt hinter der Vertikalebene des Zahns.
Die Condylobasallänge ist größer als die Condyloincisivlänge.
Opisthodonte Schneidezähne finden sich beispielsweise bei vielen Rennmäusen.

## Hyperopisthodontie
Hyperopisthodonte Schneidezähne (von altgriechisch ὑπέρ hypér ‚über‘, ὄπισθεν opisthen ‚hinten, von hinten‘ und ὀδόντος odóntos ‚Zähne‘) bilden mit der Schädelachse einen spitzen Winkel.
Im Gegensatz zu opisthodonten Schneidezähnen liegt ihre Schneidekante jedoch auch hinter der durch den Hinterrand des Zahnfachs verlaufenden Vertikalebene des Zahns.
Hyperopisthodonte Schneidezähne finden sich bei einigen Sigmodontinae.